# Weir (Texas)
Weir è una città degli Stati Uniti d'America, situata nello Stato del Texas, nella Contea di Williamson.